# حاتم بن عارف العوني
 حاتم بن عارف العوني أستاذ جامعي ومحدث وفقيه، من علماء الحديث في العصر الحاضر. له الكثير من الكتب في علم الحديث وغيره. شارك في الكثير من المؤتمرات والندوات والدورات العلمية والدعوية داخل المملكة العربية السعودية وخارجها، وله العديد من المشاركات في وسائل الإعلام من الصحف والإذاعة والتلفزيون السعودي وغيره من الفضائيات المختلفة، ببرامج مستمرّة ولقاءات وندوات عابرة.

## نسبه
حاتم بن عارف بن ناصر بن هزاع بن ناصر بن فواز بن عون بن محسن بن عبد الله بن حسين بن عبد الله بن حسن بن محمد أبو نمي الثاني بن بركات الثاني بن محمد بن بركات الأول بن حسن بن عجلان بن رميثة بن محمد أبو نمي الأول بن حسن بن علي بن قتادة بن إدريس بن مطاعن بن عبد الكريم بن عيسى بن حسين بن سليمان بن علي بن عبد الله بن محمد الثائر بن موسى الثاني بن عبد الله الرضا بن موسى الجون بن عبد الله المحض بن الحسن المثنى بن الحسن السبط بن علي بن أبي طالب، وعلي زوج فاطمة بنت محمد ﷺ.
فهو الحفيد 38 لرسول الله محمد ﷺ في سلسلة نسبه.

## مولده ونشأته
ولد في مدينة الطائف في التاسع عشر من شهر رجب سنة 1385 هـ. ونشأ وتعلم بها، وقد حُببت له القراءة من الصغر، ثم التفت إلى علم السنّة أول الأمر في المرحلة المتوسطة، وله آنذاك نحو الثلاثة عشر عاما أو أقل، وكان ذلك بجهد فردي، حيث لم يجد من يعينه ويوجهه، ثم انتبه لكتب الشيخ محمد ناصر الدين الألباني فازداد إقبالا على علوم السنّة ومحبةً لها وقراءةً فيها، ولا يكاد يشارك عنايته بالسنّة إلا كتب الأدب والشعر، والتاريخ أحيانا، وفي التاسعة عشرة من عمره أو بعدها بعام أقام الشيخ عبد الله بن عبد الرحمن بن غديان عضو هيئة كبار العلماء بالسعودية درسا في شهور الصيف بمدينة الطائف، بعد الفجر، وبعد العصر، انتظم بها السنتين الأوليين انتظاما بالغا ثم كان في السنتين الثالثة والرابعة حضور لبعض الدروس. وفي هذه المرحلة نفسها أكثرَ من سماع أشرطة الشيخ الألباني، وقد سمع منها عددا ضخما تقدّر بالمئات. ومن أوائل دروس المصطلح التي استفاد منها أشرطة الشيخ مقبل الوادعي في شرح الباعث الحثيث، وهي أربعة وعشرون شريطا، سمعها سنة 1406 هـ أو قبلها بسنة.

## تعليمه
دخل المدارس الحكومية من الابتدائية إلى آخر الثانوية بمدينة الطائف. وفي عام 1404هـ التحق بجامعة أم القرى في مكة المكرمة واختار قسم الكتاب والسنة بكلية الدعوة وأصول الدين، وتخرّج من الجامعة في عام 1408 هـ، ثم التحق بالماجستير في نفس القسم وتخرج في عام 1415هـ، ثم التحق بالدكتوراه وتخرج في عام 1421هـ، وهو الآن يعمل أستاذًا بقسم الكتاب والسنة بجامعة أم القرى.

## شيوخه
وله إجازات عالية من جماعة المُسْندين في علم الحديث، هم قرابة الأربعين شيخا وشيخة، من أهل الحجاز، ومن خارج الحجاز، في المغرب واليمن وغيرها.

## مناصبه
- عضو مجلس الشورى منذ 3 / 3 / 1426 هـ حتى 28 / 2 / 1434 هـ خلال فترتين.
- عضو هيئة التدريس في كلية الدعوة وأصول الدين بجامعة أم القرى.
- المشرف العام على اللجنة العالمية لنصرة خاتم الأنبياء صلى الله عليه وسلم.
- عضو في بعض المراكز العلمية داخل المملكة.
- عضو في مؤسسة آل البيت للفكر الإسلامي.

## مؤلفاته

### التحقيقات
| - «أحاديث الشيوخ الثقات» لأبي بكر الأنصاري - «خبرُ شِعْرِ ووِفادة النابغة الجعدي على النبي صلى الله عليه وسلم» المنسوب لأبي اليُمن الكندي - «وفيات جماعة من المحدّثين» لأبي مسعود الحاجّي - «مشيخة أبي عبد الله الرازي المعروف بابن الحطاب» | - «مشيخة أبي طاهر ابن أبي الصقر» - «معجم مشايخ محمد بن عبد الواحد الدقاق» - «مجلس إملاء لمحمد بن عبد الواحد الدقاق» - «تسمية مشايخ النسائي» للنسائي - «ذِكْرُ المدلسين» للنسائي |

### المؤلفات والبحوث العلمية
| - «المنهج المقترح لفهم المصطلح» - «المرسل الخفي وعلاقته بالتدليس» - «نصائح منهجية لطالب علم السنة النبوية» - «ذيل لسان الميزان (في تراجم الرواة المتكلم فيهم)» - «العنوان الصحيح للكتاب» - «خلاصة التأصيل لعلم الجرح والتعديل» - «إجماع المحدثين على عدم اشتراط التصريح بالسماع في الحديث المعنعن بين المتعاصرين» - «الانتفاع بمناقشة كتاب الاتصال والانقطاع للدكتور إبراهيم اللاحم» - «شرح موقظة الذهبي» - «شرح نزهة النظر» - «التخريج ودراسة الأسانيد» - «مناهج أصحاب الصحاح والسنن» - «السنة وحي من رب العالمين في أمور الدنيا والدين» - «حول توثيق العجلي» - «دفاع عن الإمام أبي حاتم ابن حبان البستي في دعوى نفيه وجود حديث عزيز» - «بيان الزمن الذي يمتنع فيه الحكم على الأحاديث عن ابن الصلاح» - «نقد أسانيد الأخبار التاريخية» - «بيان أن وصف حديث الراوي بالصلاح قد لا يدل على شيء من عدالته أو ضبطه» - «الرواة عن سعيد بن أبي عروبة ممن ورد فيهم ما يميّز حديثهم عنه أهو قبل اختلاطه أم بعده» - «بيان الحدّ الذي ينتهي عنده أهل الاصطلاح والنقد في علوم الحديث» - «أُسُس نقد الحديث بين أئمة النقد وأهل العصر الحديث» - «بيان مشروعية ادّعاء الباحث سَبْقَه العلمي» | - «ضوابط فهم كلام أهل العلم» - «مقال عن قول البخاري "فيه نظر"» - «القول المحرِّر لترجمة أبي صالح باذام المفسِّر» - «مشروعية التلقّب بالشريف» - «الفتاوى» - «تكوين ملكة التفسير» - «الولاء والبراء بين الغلو والجفاء» - «التعامل مع المبتدع بين ردّ بدعته ومراعاة حقوق إسلامه» - «اختلاف المفتين والموقف المطلوب تجاهه من عموم المسلمين» - «اليقيني والظني من الأخبار» - «دعاء الختم في الراويح اختلاف وأدلة وترجيح» - «المحكمات صِمام أمن الأمة وأساس الثبات» - «اعتدال آل البيت ومقاومتهم لكل صور الغلو فيهم» - أوراق صحفية (مجموع المقالات المنشورة في الصحف) - فيسبوكيّات (مجموع الخواطر والمنشورات في صفحته الشخصية في موقع التواصل الاجتماعي فيس بوك) - «الإمتاع الشعري عند المحدثين» - «لماذا؟!» (الجواب عن بعض الأسئلة الوجودية والتشكيكية) - «تكفير أهل الشهادتين .. موانعه ومناطاته، دراسة تأصيلية» - «النظر المقاصدي وضوابطه، وأثره في إثبات الرواية الحديثية وتأويلها» - «الأسس العقلية لعلم نقد السنة النبوية» - «شرح الحديث النبوي .. دراسة في تاريخ العلم، وتأصيله، وتقويم مصنفاته، والتدريب عليه» - «عقلانية منهج المحدثين في التحقق من عدالة الرواة» - «معرفة علوم الحديث» (المحرر المختصر من علوم الأثر) |